# مایکل جانسون (بازیکن فوتبال، زاده ۱۹۴۱)
مایکل جانسون (انگلیسی: Michael Johnson; ۱۳ اکتبر ۱۹۴۱ – 1991) بازیکن فوتبال اهل بریتانیا بود.
از باشگاه‌هایی که در آن بازی کرده‌است می‌توان به باشگاه فوتبال سوانزی سیتی، باشگاه فوتبال ووستر سیتی، و تیم ملی فوتبال ولز اشاره کرد.
وی همچنین در تیم‌های ملی فوتبال Wales U23 Wales بازی کرده‌است.